# 国鉄EF30形電気機関車
EF30形電気機関車（EF30がたでんききかんしゃ）は、日本国有鉄道（国鉄）が製造した交直流電気機関車である。

## 製造の経緯
関門トンネルを挟む山陽本線下関 - 門司間では、1942年の開通以来、直流1,500 Vで電化され、これに対応するEF10形電気機関車が専用機関車として用いられていた。しかし、1961年6月1日に鹿児島本線門司港 - 久留米間が交流電化される際に門司駅構内も交流20,000 V・60 Hzで電化され、下関寄りにある関門トンネル入り口付近にデッドセクションを設置して電気的に分割することになったため、下関 - 門司間を直通する客車列車・貨物列車の牽引には、双方の電化方式に対応する交直流電気機関車が必要となった。
そこで、直流電化区間である関門トンネルと交流電化区間の門司駅を直通可能で、なおかつ関門トンネル内の22 ‰勾配において重連で1,200 t貨物列車の牽引が可能な性能を備える交直流電気機関車として本形式が開発された。
なお、本形式は世界初の量産形交直流電気機関車である。

## 製造
試作機である1号機と、量産機である2 - 22号機の合計22両が製造された。
製造は三菱電機・新三菱重工業、東京芝浦電気、日立製作所の4社3グループが担当し、1960年に昭和34年度本予算による先行試作車として1号機が三菱電機・新三菱重工業により製造され、その評価試験の結果を受けた量産型として1961年から1968年の間に2 - 7・18 - 22号機が三菱電機・新三菱重工業で、8 - 12号機が日立製作所で、13 - 17号機が東京芝浦電気でそれぞれ製造された。

## 車体
車体は、関門トンネルの覆工より滲み出す海水による錆（塩害）を防ぐため、従来関門トンネルで使用されていたEF10形の一部に採用され、防錆対策に効果を上げていたステンレス板を車体外板および屋根上機器箱に採用し、その他の機器箱類や金属製の露出部品についても、極力黄銅などの錆びにくい部材を選択して塩害対策としている。
1号機は車体長17,860 mm、各台車の中心間距離が9,400 mmであったが、量産車では機器構成の変更により短縮され、車体長16,560 mm、台車中心間距離8,800 mmとなり、さらに軽量化のために車体側面と妻面の腰板部の板材厚が縮小され、強度維持のためにコルゲーションと呼ばれる波板状のプレス加工処理が施されている。
車体のデザインはED71形やED60形などの同時代の国鉄制式電気機関車各形式に準じ、重連で使用されることが多いため、前面に貫通扉を設け、前照灯を1灯その上部に設置している。ただし、上部がやや後退していた従来形式とは異なり、妻面は垂直構成となっている。
側面には機器室部の3か所に明かり取り用の側窓を設けてあるが、これも機器構成の変更で1号機と2号機以降とでは設置位置が異なり、同時期のEF60形と同様に機器用エアフィルターを運転台直後にも置いて両端の窓が内寄りに設けられている1号機に対し、2号機以降では両端の窓が乗務員室に隣接する配置に変更され、機器用エアフィルターは全て3枚の窓間にまとめて配置されるようになっている。
錆に強いステンレス製の外板を採用しているため、車体外部は無塗装とされたが、新造時の1号機に限っては窓下に赤帯を入れてアクセントとしてあった（後に省略）。
車両番号は1号機では切り抜き文字による表示が採用されていたが、2号機以降は独立したナンバープレートを取り付ける方式に変更されている。

## 主要機器
交流運転が行われるのが門司駅構内に限られることから、交流区間では部分出力運転とする前提で開発が行われた。
このため試作車である1号機では交流区間での定格出力が、10分定格で397.5 kW、量産車である2号機以降でも、交流区間では 1時間定格 450 kW、最高速度は30 km/hと、1時間定格出力1,800 kW・最高速度 85 km/hを発揮する直流区間の1/4程度の出力性能として設計されている。
なお、1号機は後年、量産化改造が実施され、整流器や主変圧器、主電動機などについて量産型と同一のものに取り替えられている。

### 主電動機
交流用機器の搭載に伴い自重が増大することから、軸重を甲線規格の許容上限である16 t内に収めるため、1959年に試作された交直流電機ED46形（後にED92形）などと同様に、軽量化と空転時の粘着特性の点で有利な1台車1モーター2軸駆動方式を採用する。
主電動機は1号機がMT102、2号機以降はこれを改良したMT51を、それぞれ各台車に1基ずつ搭載する。これらはいずれも端子電圧1,500 V時、1時間定格出力 600 kW、定格電流 430 Aの直流直巻電動機で、電機子軸が車軸と平行になるように台車中央部に置かれ、WN継手と前後に配置された平歯車による歯車装置を介して前後の各動軸を駆動する。
歯車比は1：3.88である。

### 主制御器
交直流電気機関車であるが、実際にはほとんどの区間を直流で運用することもあり、主回路構成は直流用電気機関車のそれを基本に交流用機器を付加した構成となっている。このため、制御方式は先行するED60形やED61形と同様、直並列制御、抵抗制御、バーニア制御の3種類を併用し、電磁空気単位スイッチ式の主回路切り替え機構を基本としつつ、常時海水が天井から降り注ぐなど劣悪な条件にある関門トンネル内の22 ‰勾配において列車停止が発生した場合を考慮し、再起動・列車牽き出しの際に重要な再粘着特性を改善するためにカム接触器によるバーニア を付与した構造である。
直並列切り替えは直流区間と交流区間で回路構成に相違があり、直流区間では3個直列11段と並列8段、交流区間では3個直列11段と2個直列15段という構成となっている。
交流区間での定格出力が直流区間でのそれの約1/4に留まり、しかも実質的に低速運転を行う駅構内での使用に限られることから、本形式の交流区間での制御は重量貨物列車の牽き出し性能を重視した段数・抵抗値設定となっている。

### 主変圧器
交流区間では自重減のために部分出力とされたため、重量がかさむ主変圧器については極力コンパクトな設計とすることが求められた。
1号機では外鉄形鉱油入りのTM4X が採用されていたが、2号機以降では内鉄形油入自冷式のTM4 に変更されている。

### 主整流器
エキサイトロン整流器を搭載していたED46形とは異なり、当初よりシリコン整流器を搭載する。
整流素子の接続方法は単相ブリッジ整流で、ダイオードは1号機は三菱電機が開発したSR107 を、2 - 17号機は同じく三菱電機製のSR200F-14 を搭載する。
各ダイオードの仕様が示すように、1号機試作から約2年の間の半導体技術の急速な進歩により、信頼性を含めたダイオードの性能が大幅に向上しており、特に逆耐圧電圧の大幅向上は整流器の回路構成簡素化に大きく貢献した。
これにより、1号機の段階では各アーム12個直列、2群並列、アーム数4という構成の回路を2組直列に接続し、合計192個のダイオードで回路を構成していたものが、2 - 17号機では各アーム10個直列、2群並列、アーム数4という構成の回路を単独で使用するように改められて整流器を構成するダイオード数が80個に激減 した。また、冷却装置等を含めた整流器一式で外形寸法800 mm × 540 mm 
× 1,750 mm、自重400 kgのものを2セット搭載であったのが、外形寸法 540 mm × 1,150 mm × 1,750 mm、自重 520 kgのものを1セット搭載として重量が280 kg軽減され、併せて車体長の短縮も実現している。

### 電動発電機・電動送風機
電動発電機は、1号機では直結三相交流60 Hzで定格出力 5 kVAのもの（型番不詳）が搭載されていたが、2号機以降では定格出力は同じ5 kVAながら改良型のMH81A（電動機）・DM44A（発電機）が採用されている。
また、整流器などの構成が大幅に変更され、機器室内のレイアウトも大きく変更されたことから、電動送風機の構成についても1号機と2号機以降とでは大きく異なったものとなっている。

### 集電装置
1号機では試作のPS903が採用されたが、2号機以降では量産化されたPS19に変更された。
いずれも直流電機機関車で標準的に採用されていたPS17を基本としつつ交流20,000 Vでの使用に備えて絶縁対策を強化した空気圧上昇式菱枠形パンタグラフである。なお、このPS19は本形式の次に設計された国鉄としては2番目の量産交直流電気機関車であるEF80形にも採用されている。

### 台車
軸配置B + B + B

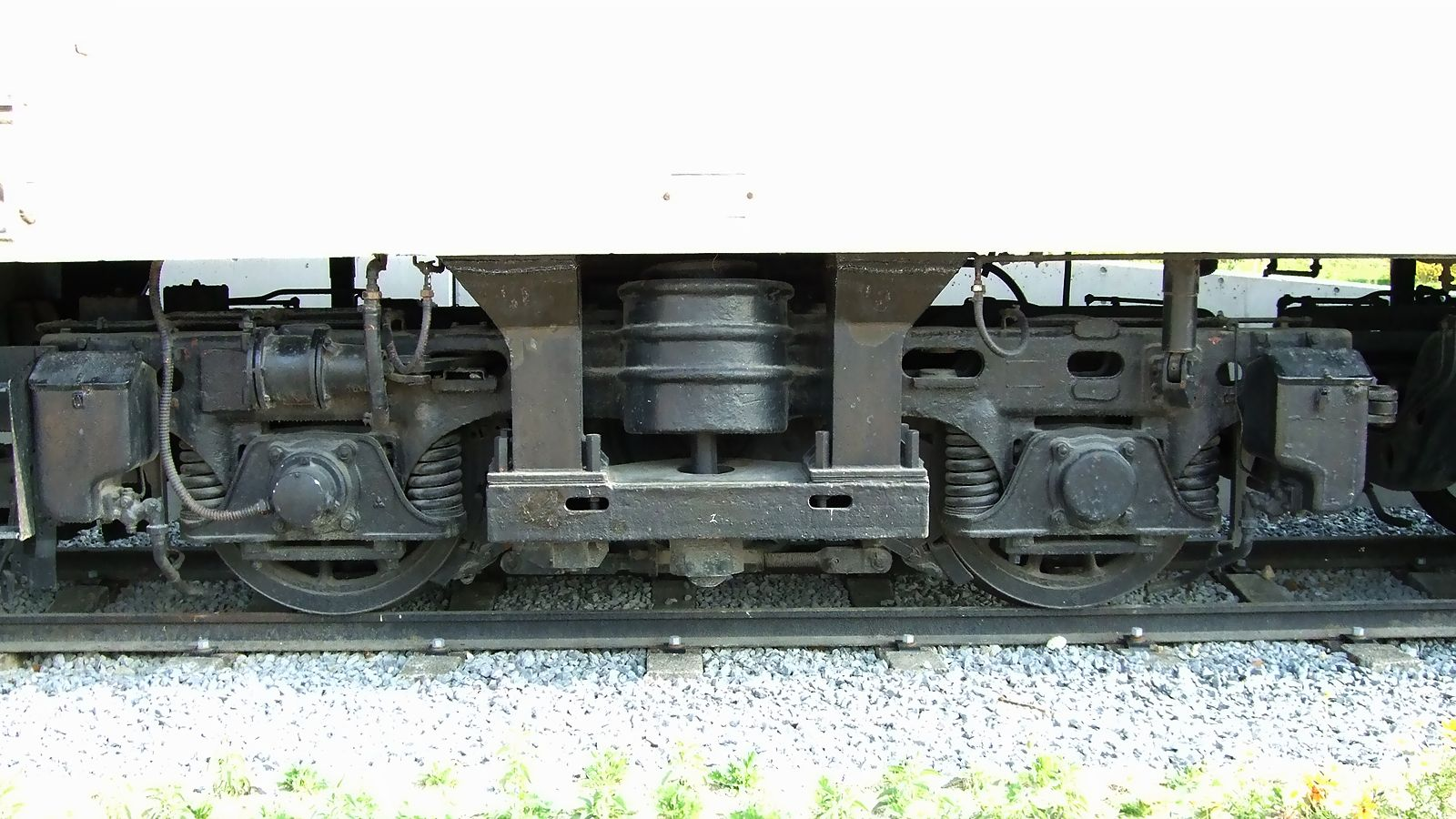
DT117形台車

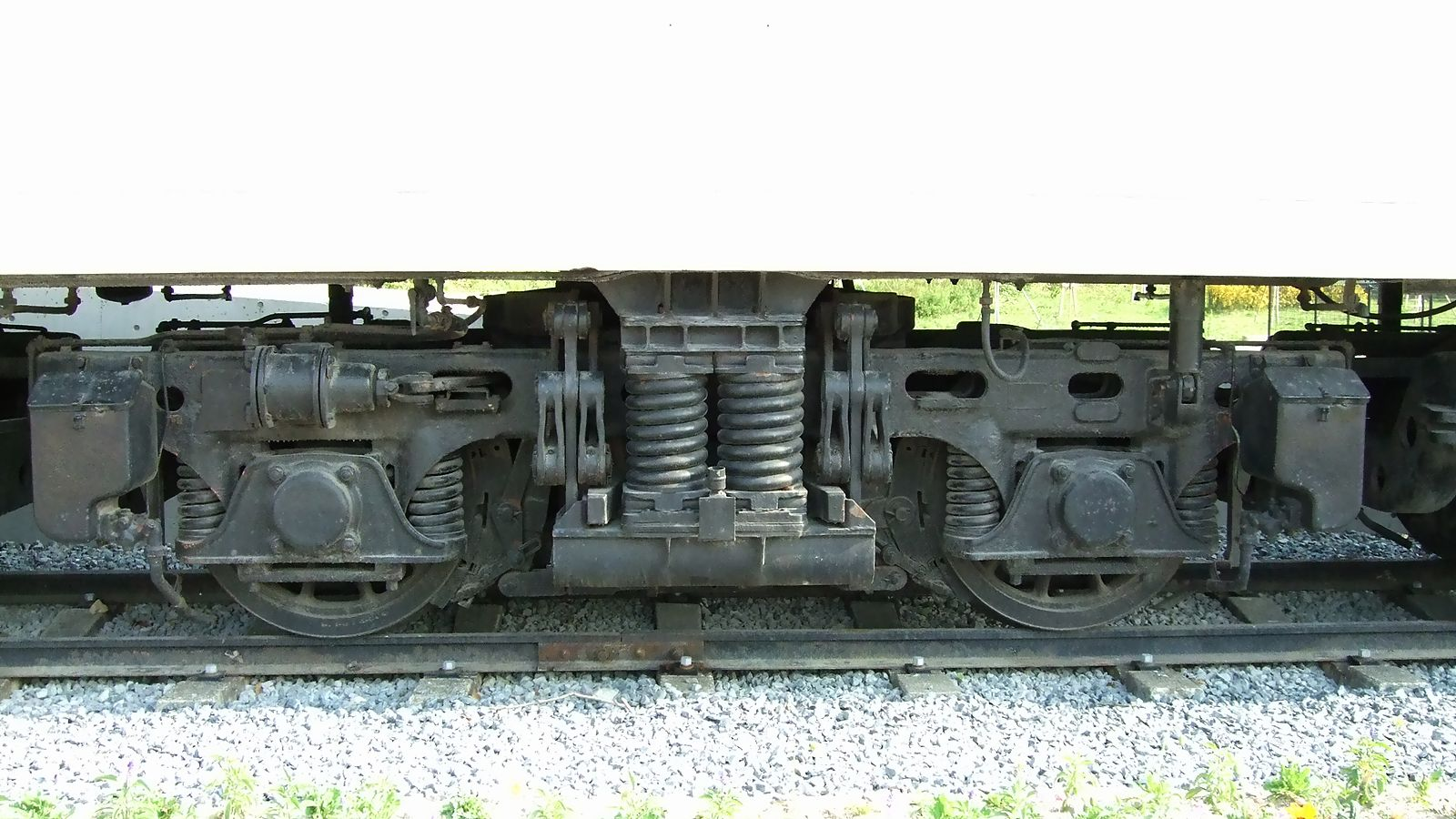
DT118形台車

駆動方式は1台車1電動機2軸駆動方式であり、台車中央部に主電動機を配置、中間歯車を介して前後の輪軸を駆動する。これにより、台車が軽量化され車両総重量を抑えることができるだけでなく、台車内の各動軸が駆動機構で機械的に連結され、連動するため、力行時の台車内の軸重移動（進行方向前側の動軸は軸重が抜け、空転しやすくなる）の影響が軽減され、粘着性能のうえで有利である。
また、同様に、台車間の軸重移動を抑制し粘着性能を向上するため、各台車にある電動機枠をそれぞれ引張棒で連結し、さらに車両端の引張棒に直接結合された連結器を通じて引張力が伝達される構成となっている。このため、車体の台枠は基本的に引張力の伝達に関与しない。
両端・中間のいずれの台車も新規に設計されており、両端台車形式はDT117、中間台車形式はDT118となっている。
いずれも通常のウィングばね式軸箱支持機構を備えるが、通常は心皿や揺れ枕が設けられる台車中央部を主電動機が占めるため、心皿は設けず、両端台車では車体から台車側方に伸びる脚と揺れ枕を直結して車体荷重を支持する完全側受支持方式としており、中間台車も車体荷重は側受を介して枕ばねに伝達されている。また、揺れ枕も、主電動機と干渉しないよう特殊な構造となっている。
また、中間台車は2段リンク機構により横動に対して機械的に追従することで曲線通過時の軌条側圧の低減を図っているが、これは元々新三菱重工業の考案した機構であり、このためもあって本形式は三菱グループに優先発注されている。

### ブレーキ
設計当時の機関車用標準ブレーキであったEL14AS自動空気ブレーキと手ブレーキを装備する。

## 運用
1960年3月の1号機竣工の時点では、九州島内の交流電化は工事が終わっていなかったため、翌年4月までは米原機関区に配置され、東海道本線稲沢米原間やや九州と同一周波数 (60 Hz) の交流電化区間である北陸本線で試運転が行われ、営業列車では貨物列車を敦賀までけん引している。1961年4月以降は九州でも試運転を行い、その成績を踏まえて改良を施した量産型が投入された。全車とも、配置は門司機関区であった。
下関 - 門司間を走るすべての客車列車・貨物列車を牽引し、貨物列車運用では近隣の幡生操車場や東小倉駅にも入線したが、特殊な性能のためこれ以外の区間で運用されることはなかった。
特筆すべき運用としては1964年10月1日から1年間実施された電車特急「つばめ」・「はと」の牽引があげられる。これは直流専用の151系電車を交流電化区間内で走行させるため、同車が自力で走行できない下関以西で電気機関車を用いて牽引するというものであった。下関 - 門司間の牽引機として本形式のうち2 - 8号機が対象となり、ジャンパ線に改造を施して電気機関車は151系への補助回路と電源車サヤ420形の非常パンタグラフ下げ回路が装備され、ナンバープレートを赤色に塗り非対応機と区別した。
1978年12月に試作車1号機が廃車された。その後、田端機関区（現・田端運転所）に転出していたEF81形300番台2両が門司機関区に戻り、加えてEF81形0番台を改造した400番台が投入されたため、量産車もJR発足前の1984年から1987年にかけて動態保存の3号機以外の全車が廃車され、1987年3月29日に6号機、21号機の重連によるさよなら運転が門司港 - 遠賀川 - 下関 - 門司間で実施され、交流区間における出力を補うためEF81 304号機も同行した。鹿児島本線で客車列車を牽引したのはさよなら運転時のみで東小倉以南の走行もこの時のみであった。

## 保存機
| 画像     | 番号    | 所在地                                                       | 備考 |
| -------- | ------- | ------------------------------------------------------------ | --- |
|          | EF30 20 | 群馬県安中市松井田町横川 碓氷峠鉄道文化むら                  | 廃車後高崎運転所で修復され保管されたのち、1999年に碓氷峠鉄道文化むらの開館に伴い展示されている。 なお、前照灯はぶた鼻タイプである。                                               |
|          | EF30 21 | 大阪府吹田市 吹田機関区 ※解体済み                            | 国鉄時代末期に保管されたが、1999年に扇形庫が解体された際に解体処分された。 |
|          | EF30 1  | 福岡県北九州市門司区旧門司2丁目 和布刈公園                   | オハフ33 488と連結されて保存されている。当初は北九州市小倉北区の勝山公園で保存されていたが、勝山公園の再整備と門司港レトロ観光線の開業準備等に伴い現在地に移設された。            |
| （右端） | EF30 3  | 福岡県北九州市門司区清滝2丁目3-29 九州鉄道記念館 ※前頭部のみ | 動態保存として九州旅客鉄道（JR九州）大分運転所（現・大分鉄道事業部大分車両センター）で保管されていたが、1995年に除籍されたのち2006年3月に解体され、車体前頭部のみ保存されている。 |